# ハムレット (宝塚歌劇)
『ハムレット』は、宝塚歌劇団の作品。原作はウィリアム・シェイクスピアの『ハムレット』。

## 宝塚大劇場公演

### 1949年

#### スタッフ（共通）
- 作・演出：堀正旗[3]
- 音楽：高橋廉[4]、酒井協[4]
- 振付：康本晋史[4]、出口節子[4]
- 装置：岡本保[4]

#### 雪組公演
公演期間は1月1日から1月24日まで。
併演は『花子』。
ハムレット役を春日野八千代、オフィーリア役を乙羽信子が務めた。

#### 花組公演
公演期間は1月26日から2月16日まで。
併演は『ブギウギ巴里』。
ハムレット役を越路吹雪、オフィーリア役を新珠三千代が務めた。

### 1969年 雪組公演
音楽・ショパン、ピアノ協奏曲より。
20場。
公演期間は2月1日から2月27日まで。
併演は『祭』。

#### スタッフ
- 潤色・演出：鴨川清作
- 音楽：中井光晴
- 音楽指揮：橋本和明
- 振付：アキコ・カンダ
- 装置・衣装：静間潮太郎
- 照明：今井直次
- ヘアー・デザイン：畠山順吉
- 小道具：上田特市
- 効果：村上茂
- 音響監督：松永浩志
- 演出補：酒井澄夫、海野洋司
- 振付補：鈴木武
- 製作：野田浜之助

参考文献：『宝塚歌劇の60年別冊・年譜』

#### 主な出演
- 国王クロスディアス：神代錦
- ボローニアス：大路三千緒
- ハムレット：真帆志ぶき
- 王妃ガートルート：加茂さくら
- レアティーズ：牧美佐緒
- ローゼンクランツ：水島みのる
- ホレイショー：亜矢ゆたか
- オフィーリア：大原ますみ
- ギルデンスターン：汀夏子

参考文献：『宝塚歌劇の60年別冊・年譜』

## 東京宝塚劇場公演
雪組公演。
脚本・演出は鴨川清作。
公演期間は1969年4月3日から4月27日まで。
併演は『祭』。